# Schlitztrommel

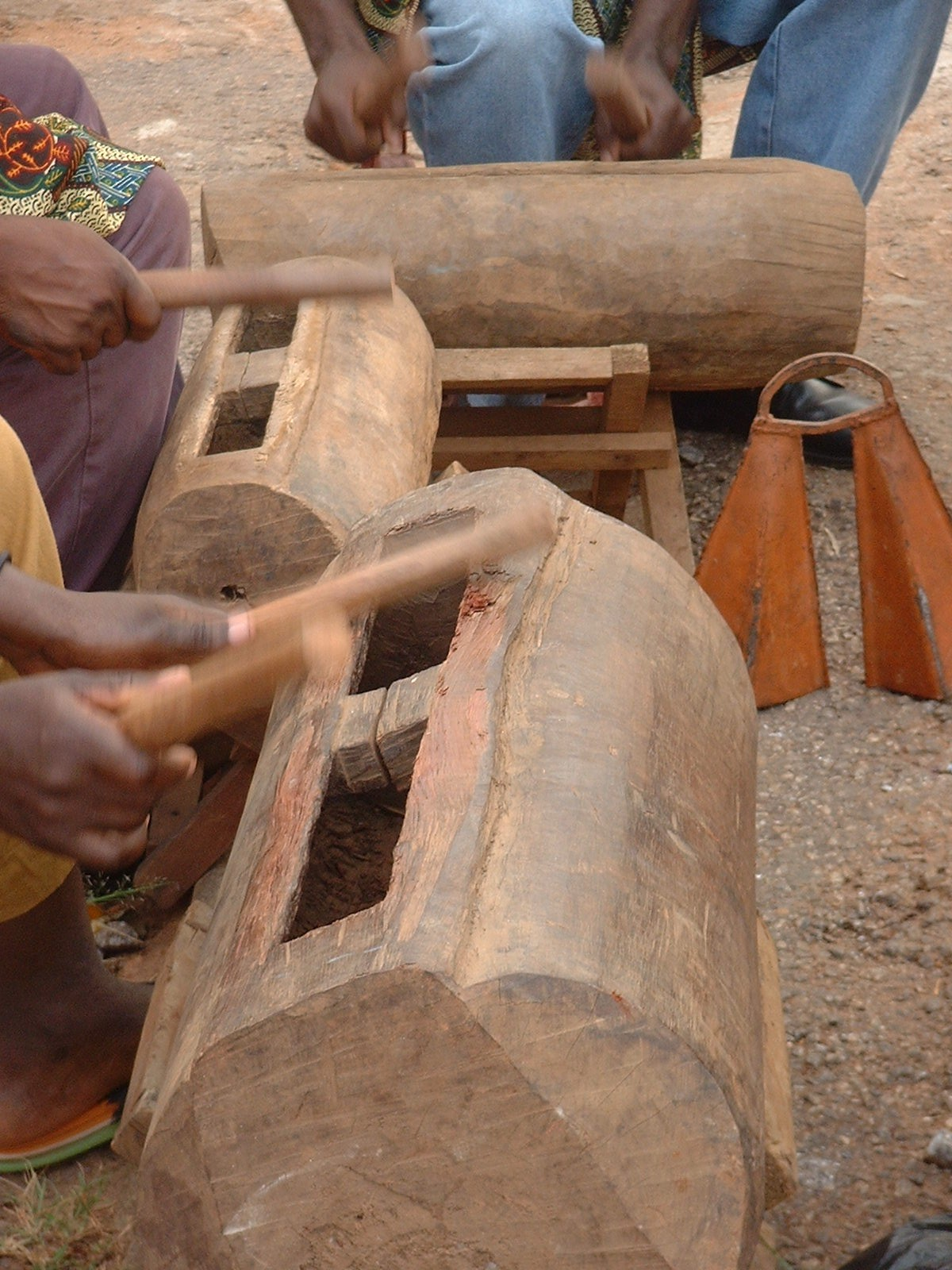
Hohlschlitztrommel der Bamileke in Westkamerun

Schlitztrommel, auch Schlitzgong, früher Holztrommel, ist ein Aufschlagidiophon üblicherweise aus Holz oder Bambus von beliebiger Form, dessen Klang durch einen Schlitz bestimmt wird. Bei einer asymmetrischen Anordnung des Schlitzes lassen sich zwei Tonhöhen hervorbringen. Manche Schlitztrommeln haben zwei oder mehrere parallele Schlitze für ein mehrtöniges Spiel. Schlitztrommeln gehören nicht zu den Trommeln (Gruppe der Membranophone); der Name bezieht sich darauf, dass sie mit Stöcken oder seltener mit den Händen geschlagen werden. Zutreffender ist die Bezeichnung „Schlitzgong“, denn der Gong ist wie die Schlitztrommel ein Idiophon mit dem Schwingungsmaximum in der Mitte.
Schlitztrommeln werden in der rituellen und religiösen Musik, als den Rhythmus festlegendes Perkussionsinstrument in Ensembles, als Signalinstrument und in zentralafrikanischen Kulturen mit Tonsprachen zur Übermittlung von Nachrichten verwendet.

## Bauform
Vorläufer von Schlitztrommeln sind gestampfte oder geschlagene Schlagbalken und Stampfrohre. Schlitztrommeln sind in Afrika, Süd- und Mittelamerika, Südostasien und Ozeanien verbreitet. Sie werden aus ausgehöhlten Baumstämmen, Bambusrohren oder (sehr selten) aus Metall mit einem oder mehreren Schlitzen als Öffnung hergestellt. Man spielt sie mit Hammerkopfschlägeln, Stöcken und teilweise auch mit den Händen. Ihre Größe variiert stark und reicht vom kleinen, ab vier Zentimeter langen Templeblock, der in der buddhistischen Ritualmusik verwendet wird, bis zu den größten Schlitztrommeln der Nagas in Assam. Diese songkong bestehen aus elf Meter langen Stämmen, von denen mehrere zugleich bei drohender Gefahr als Signalinstrument oder zur Bekanntgabe wichtiger Nachrichten geschlagen werden. Ähnlich große Instrumente stellen einige Banda-Volksgruppen in Zentralafrika her. Nach der Beschreibung von Max Schmidt 1905 bauten die brasilianischen Awetí bis zu sechs Meter lange Schlitztrommeln. Eine in den 1960er Jahren auf der zum ozeanischen Inselstaat Vanuatu gehörenden Insel Ambrym vom Metropolitan Museum of Art erworbene Schlitztrommel (atingting kon) ist 4,27 Meter lang. Sie war senkrecht mit anderen Schlitztrommeln auf dem zentralen Tanzplatz (ranhara) des Dorfes aufgestellt, wo sie bei Initiationsriten (maghe) und anderen Ritualen geschlagen wurde.
Große Schlitztrommeln aus Baumstämmen liegen meist am Boden, kleine Klanghölzer werden mit einer Schnur um den Hals getragen; als Nachrichtentrommel hängen sie auch senkrecht an Bäumen oder in eigens dafür errichteten Türmen. Schlitztrommeln können rund, dreieckig oder rechteckig sein, einige haben Tier- oder Menschengestalt. Die Bezeichnung als „Trommel“ ist irreführend, da es keine Membran gibt, die in Schwingung versetzt wird. Das Instrument ist eher mit einem metallenen Gong verwandt. Im Englischen hat sich daher die Bezeichnung slit gong eingebürgert. Wird der Schlitz außerhalb der Mitte ausgeschnitten, lassen sich zwei Töne an den verschieden breiten Hälften anschlagen.

### Blockschlitztrommel
Die einfachste Bauart hat einen geraden Schlitz, der in einen massiven Holzblock geschnitten wurde. Hierzu gehört der ostasiatische Holzfisch in der Form eines Fisches oder als Holzkugel. Kleinere runde Holzfische werden in der Hand gehalten, größere werden auf ein ringförmiges Polster gelegt oder aufgehängt. Vom Prinzip entspricht der Holzfisch dem rechteckigen Templeblock mit einem Schlitz, der einen Ton mit einem vollen Klang erzeugt. Eine spezielle Weiterentwicklung eines runden Holzfisches ist der song lang, der in der südvietnamesischen Musik tài tù’ seit Ende des 19. Jahrhunderts als Taktgeber meist vom Spieler eines Saiteninstrumentes zusätzlich bedient wird. Am Holzkörper ist ein U-förmiger elastischer Streifen aus Büffelhaut mit einer Aufschlagkugel am Ende befestigt, der mit dem Fuß niedergedrückt werden kann. Der vietnamesische Holzfisch mō cá fungiert mit seiner gerillten Oberfläche zugleich als Schraper.
Bei den Minangkabau im Westen Sumatras gehört eine mehrere Meter lange Schlitztrommel aus einem an den Enden geschlossenen Baumstamm zur Tradition. Fotos von Jaap Kunst aus dem Jahr 1926 zeigen eine solche Riesenschlitztrommel auf einem Holzgestell etwa zwei Meter über dem Boden mit einem Pavillondach darüber. Sie wurde bei Ritualen an den Schlitzrändern angeschlagen und war kilometerweit zu hören. Kleinere, senkrecht aufgehängte Schlitztrommeln dienten den Minangkabau als Signalinstrumente und waren bootsförmig ausgehöhlt, wie es ansonsten auf einigen polynesischen Inseln üblich war.
Holzblock wird eine Röhrenholztrommel oder in der ostasiatischen Tempelmusik ein Holzkörper genannt, der an zwei Seiten unterschiedlich tiefe Schlitze hat und dadurch verschiedene Tonhöhen mit einem insgesamt helleren und schärferen Klang erzeugt.

### Hohlschlitztrommel

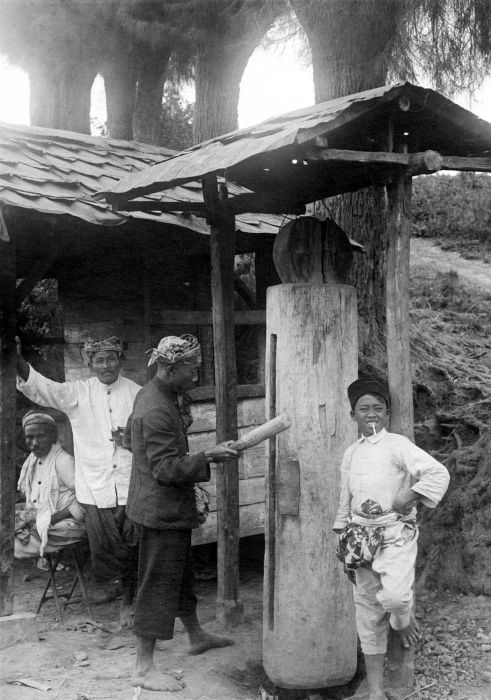
Tongtong, Hohlschlitztrommel im ostjavanischen Bergort Tosari in der Nähe des Gunung Bromo. 1900–1940. Solche Nachrichtentrommeln durften in der Regel nur von ihrem Eigentümer, meist dem Dorfoberhaupt, geschlagen werden

Hohlschlitztrommeln bestehen überwiegend aus Bambus oder aus ausgehöhlten Baumstämmen. Ein Beispiel ist die balinesische Bambusschlitztrommel koprak, die aus zwei langen Bambusrohren besteht, die horizontal auf Gestellen liegen und von mehreren Männern, die an jedem Rohr stehen, gespielt werden. In den einzelnen Bambussegmenten befindet sich jeweils ein gerader Schlitz. Die Bambusschlitztrommel ketuk der Pakpak-Batak auf Sumatra wird von zwei Musikern mit je zwei Schlägeln gespielt.
Zu den Hohlschlitztrommeln gehören auch verschiedene Trogtrommeln in Ozeanien, wie die mittelgroße Lali, die sich von Fidschi aus mit hochseefähigen Auslegerkanus mit Besegelung über Tonga nach Samoa und auf anderen Inseln Polynesiens verbreitet hat. Die ähnliche logo von Samoa hat seit der christlichen Missionierung eine neue Aufgabe als Ersatz für Kirchenglocken gefunden.
Eine seltene kleine Schlitztrommel im Norden von Bangladesch besteht aus einem Bambusinternodium mit einem schmalen Schlitz an einer Seite. Der Spieler schlägt die Röhre, während er sie mit einer Hand im Kreis dreht, mit zwei Schlägeln, die er wie Essstäbchen in der anderen Hand hält und produziert so unterschiedliche Klangfarben. Wird ein Bambusrohr von einer Seite durchgängig gespalten, so entsteht eine gabelförmige Klapper, die in Assam toka heißt und bei hinduistischen Jahresfesten gespielt wird. Bei den Khasi im benachbarten indischen Bundesstaat Meghalaya spielt ein Musiker auf drei vergleichbaren, unterschiedlich gestimmten Bambusschlitztrommeln, die kdor genannt werden. Eine Weiterentwicklung stellen die in derselben Region geschlagenen Bambusröhrenzithern dar wie die chigring der Garo.
Aus mehreren Teilen zusammengesetzte Hohlschlitztrommeln sind Kistentrommeln, englisch box drum, die aus einem aus rechteckig verleimten Platten bestehenden Kasten mit einem Schallloch bestehen. Ursprünglich zur afro-amerikanischen Musik der Karibik gehörend sind sie unter dem spanischen Namen cajón, Plural cajones, bekannt. Bei den Inuit in Alaska heißen ähnliche zeremoniell verwendete Holzkästen kalukhaq.

### Zungenschlitztrommel
Es gibt traditionelle und moderne Varianten der Schlitztrommel mit vier bis acht Klangzungen. Diese entstehen, indem parallele oder keilförmige Schlitze aus einem Massivholz herausgeschnitten werden. Entsprechend der Anzahl an Klangzungen bringt das Instrument verschiedene Töne hervor. Es gehört wie das Xylophon zu den gestimmten Idiophonen, hat jedoch keine festgelegten Tonhöhen. Zungenschlitztrommeln sind überwiegend in Afrika verbreitet, besonders in Kulturen, die Tonsprachen zur Übermittlung von Nachrichten verwenden. So ist die nkumvi bei den Baluba im Kongo, die vier Töne hervorbringt und mit zwei gepolsterten Schlägeln gespielt wird, in einem Radius von 30 Kilometer zu hören. Eine andere große Zungenschlitztrommel im Kongo in der Gestalt eines Büffels oder einer Antilope heißt gugu.

## Verwendung
Schlitztrommeln schlagen in der Unterhaltungsmusik den Takt und koordinieren den Einsatz von Tänzern. Spezifischer ist jedoch ihr Einsatz als Signalinstrument bei drohender Gefahr oder zu einem besonderen Anlass und bei religiösen Ritualen. In westlichen klassischen Kompositionen wurden seit Anfang des 20. Jahrhunderts Schlitztrommeln aus Asien aus ihrem kulturellen Umfeld herausgenommen und als Effektinstrumente dem Schlagzeug beigefügt. Sergei Prokofjew verwendete in zwei Kompositionen Schlitztrommeln: in der 5. Symphonie von 1944 und der 6. Symphonie von 1945–1947. Ein hoher und ein tiefer Templeblock kommen in Music for a Great City von Aaron Copland (1964) vor, ebenso wie in zwei Werken von Benjamin Britten aus den 1960er Jahren. John Cage verwendet in Amores (1943) sieben verschieden große Schlitztrommeln. Gelegentlich wurden im Jazz und Ragtime Holzblöcke gespielt. Sie können auch in der Musikpädagogik angewandt werden.

## Einige Schlitztrommeln

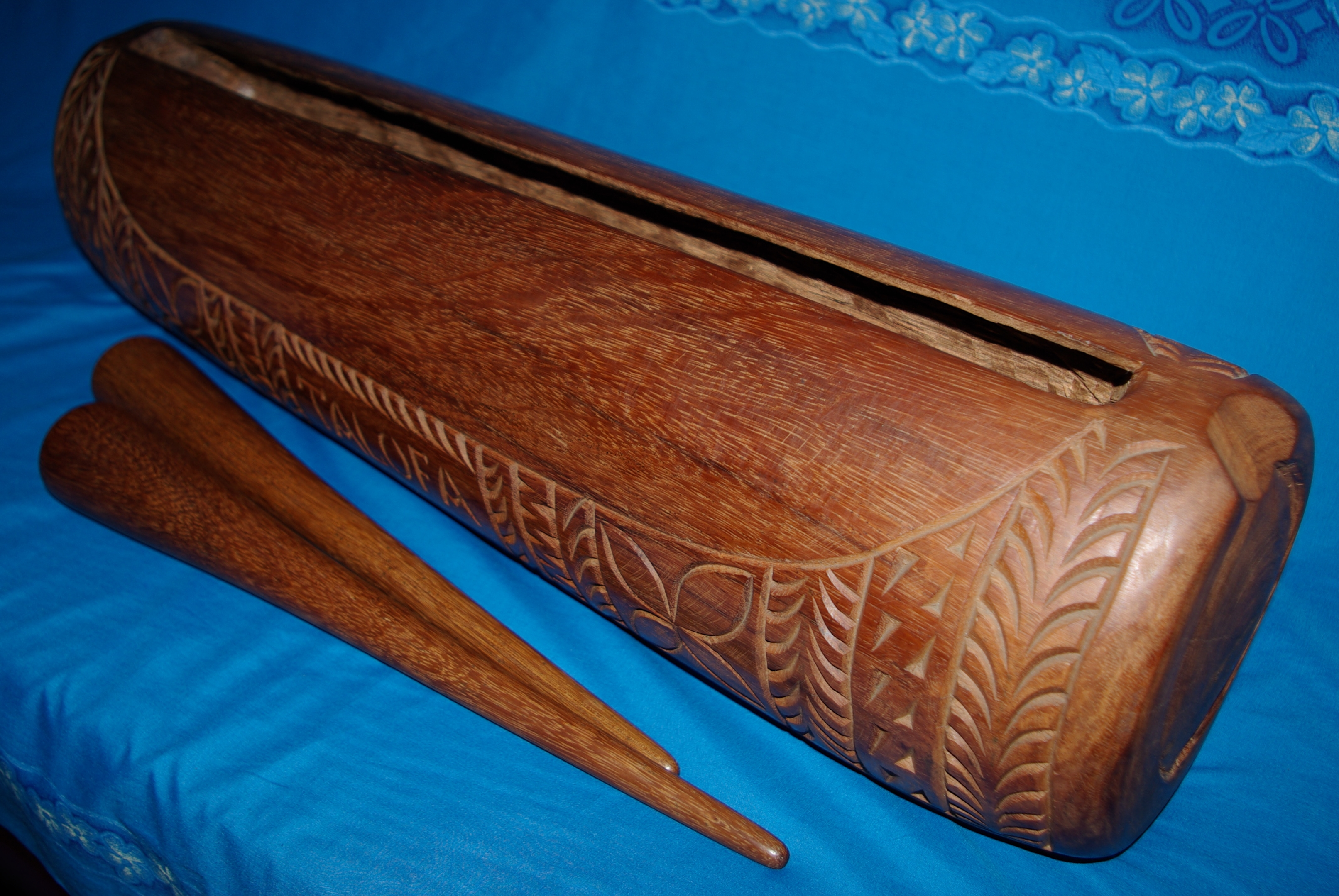
Pate aus Samoa

- Bantula – Schlitztrommel aus einem an beiden Enden geschlossenen Bambussegment in der Provinz Bukidnon auf der philippinischen Insel Mindanao.[10] In der westlich angrenzenden Provinz Maguindanao wird das Instrument agung a bentong genannt. Es ist dem Namen nach die billigere Variante des großen Buckelgongs agung.[11] Ein auf einer Seite zur Halbschale ausgeschnittenes Bambussegment heißt agung a tamlang.
- Ekwe – bei den Igbo in Nigeria zur Liedbegleitung verwendete kleine hölzerne Schlitztrommel.
- Garamut – hölzerne Schlitztrommeln in der Musik Neuguineas, die rituell und als Nachrichtentrommel überwiegend von Männern entweder mit der Spitze eines Stockes gestoßen oder mit der Seite geschlagen werden. Besonders bekannt sind die Schlitztrommeln am Sepik in Papua-Neuguinea. Garamut ist auch der Pidgin-Name der zum Bau verwendeten Baumart Vitex cofassus (englisch: New Guinea teak).[12]
- Holzfisch – eine hölzerne Schlitztrommel in der Form eines Fisches oder in kugeliger Gestalt, die in China als Mùyú, in Japan als mokugyo, in Vietnam als mo und in Korea als moktak bezeichnet und in buddhistischen und daoistischen Ritualen eingesetzt wird.
- Igogo sind Schlitztrommeln des Budu-Volks in der Provinz Orientale im Nordosten des Kongo. Die große igogo deja ist einschließlich der spitz auslaufenden Enden rund drei Meter lang und produziert Schläge in zwei Tonhöhen, mit denen Botschaften übertragen werden können. Die kleine igogo tade wird zur Tanzbegleitung geschlagen.[13]
- Kabisa ist eine ausschließlich rituell verwendete Schlitztrommel der Diola in der Region Casamance im Senegal. Ihr Durchmesser beträgt 80 bis 120 Zentimeter bei einer Länge von 150 bis 180 Zentimetern. Die kabisa darf nur von Männern mit den Händen oder mit Stöcken geschlagen werden, um herausragende Ereignisse im Dorf anzukündigen. Ansonsten lagert die kabisa in einem überdachten Schrein, aus dem sie nur nach einem Opfer herausgeholt werden darf.[14]
- Kentongan – auch kenthongan, Java, in hindu-javanischer Zeit aus Bronze.[15] Allgemein bezeichnet kentongan indonesische Schlitztrommeln aus Holz oder Bambus als Signalinstrumente in den Dörfern mit dem Kopf eines Wildtiers oder des menschengestaltigen Geistwesens gendruwo.[16] Ein Set mit gestimmten kentongan kann als Melodieinstrument dienen.
- Keprak – in Java eine kleine kastenförmige hölzerne Schlitztrommel, die im Tanzdrama (wayang) auf gleiche Weise wie die Metallplatten kecrek die rhythmische Orientierung vorgibt, die Bewegungen der Tänzer oder Puppen akzentuiert und das Signal zum Tempowechsel den Musikern vorgibt.[17]
- Kerantung – in Malaysia, dient außerhalb der Moscheen zum Gebetsruf
- Kiringi, auch Krin – Holztrommel mit drei Schlitzen in Guinea
- K’look – 50 cm lange Bambusschlitztrommel der Khmu, die im Süden von China und in Nordlaos leben. Sie wird im Gemeinschaftshaus aufbewahrt und beim Einsatz als Aufruf zu einer Versammlung an einen Baum gehängt.[18]

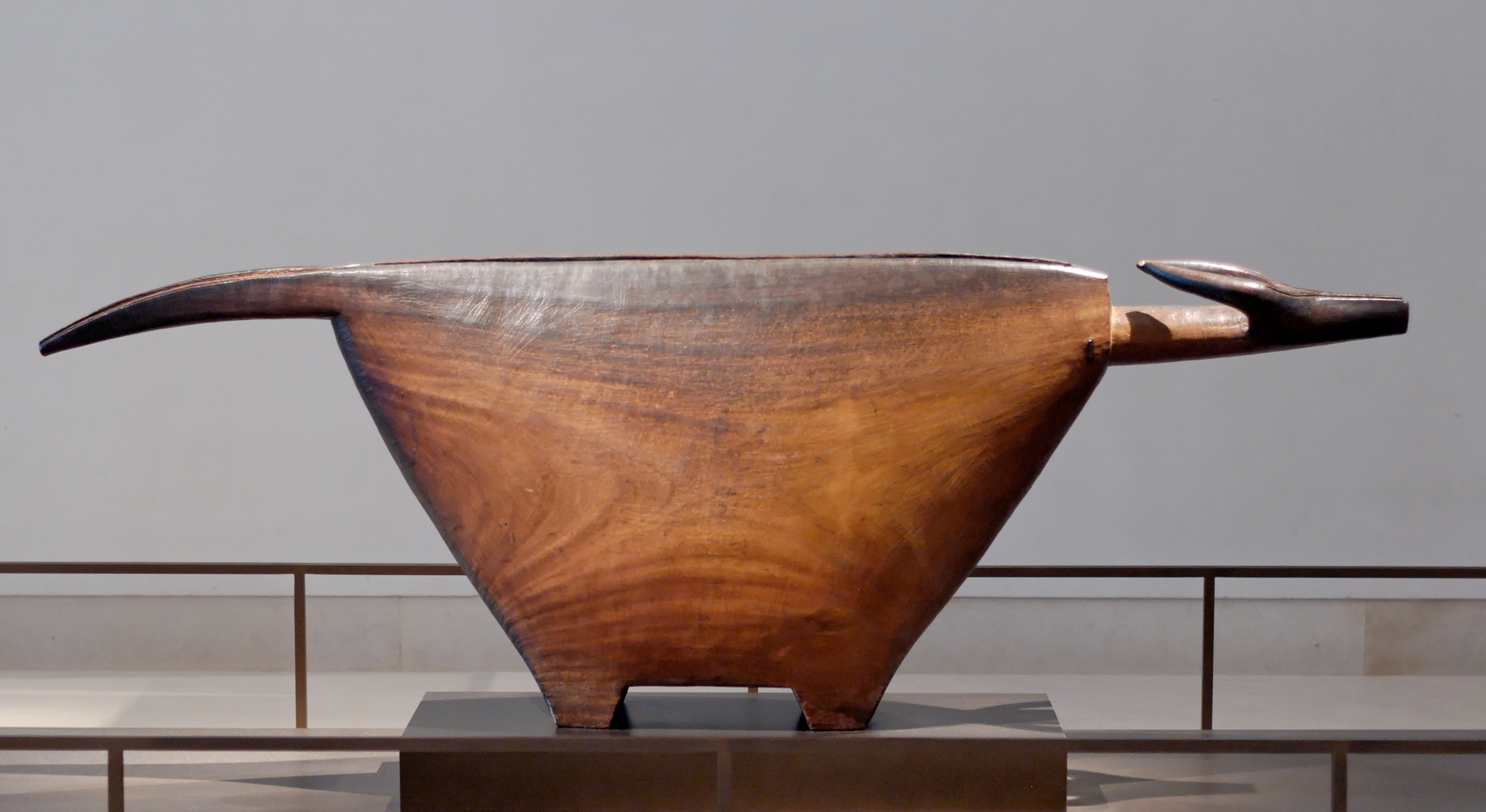
Schlitztrommel der Yangere, ein Banda-Volk in Zentralafrika. Ende 19. Jahrhundert. Standort Louvre

- Kontho, Plural konthoing, eine Schlitztrommel der Limba-Sprecher in Sierra Leone, mit der die Mitglieder der Gbangbani-Geheimgesellschaft zusammengerufen werden. Wenn sie nicht rituell gemeinsam mit den Schlitztrommeln nkali geschlagen werden, lagern sie üblicherweise in der Nähe der Dorfschmiede, wo die Limba magische Kräfte vermuten, oder sie liegen scheinbar achtlos am Weg zum Versammlungsort der Gesellschaft im Busch.[19]
- Korro – eine Signaltrommel der Dogon in Mali mit einem Ton
- Koturka, auch kotor, nennen die Hill Marias, eine Untergruppe der zentralindischen Gonds in Madhya Pradesh, eine kurze Schlitztrommel aus Gmelina arborea, die an einer Schnur um den Hals getragen wird. Das Instrument ist ebenso selten wie das von ihnen gespielte einfache Streichinstrument kikir (ähnlich der bana) und die Bambusflöte huluri (oder mohri).[20]
- Kulkul – balinesische Schlitztrommel aus Holz, die im Tempelbereich aufgehängt wird und als Signalinstrument zu Versammlungen und Zeremonien ruft.
- Kröng – eine bis zu zwei Meter lange Bambusschlitztrommel. Sie wurde früher besonders in der thailändischen Unterhaltungsmusik zur Neujahrsfeier (Songkran) und im klassischen thailändischen Piphat-Ensemble zur Begleitung von Schattenspielen verwendet. Heute treten Straßenmusikanten mit ihr auf.
- Lali ist eine große Schlitztrommel auf Fidschi, die früher geschlagen wurde, um besondere Ereignisse (Todesfälle, Kriegsbeginn) anzukündigen. Heute wird mit ihr die Gemeinde zum Kirchgang gerufen. Die kleinere Version lali ni meke besitzt ein kleines rechteckiges Loch mittig an der Unterseite und wird bei Festen gespielt. Der am Boden sitzende Musiker legt sich das ansonsten ungeformte Holz quer über die Füße, um die beste Resonanz zu erzeugen.[21] Auf Samoa heißt die große der immer paarweise gespielten Schlitztrommeln tatasi und die kleine talua.[22]
- Linga – in Gruppen von drei oder vier Instrumenten bei den Bandalinda in Zentralafrika gespielt
- Nafa, hölzerne, über einen Meter lange Schlitztrommel in West-Polynesien (Tonga, Samoa, Tuvalu) mit geraden Seiten
- Mo lang – In Vietnam dient die Bambusschlitztrommel mo lang in derselben Funktion wie der Holzfisch und wird auch als Signalinstrument bei Diebstahl, Feuer oder einem anderen Notfall verwendet. In der buddhistischen Liturgie in Vietnam wird das Instrument zusammen mit Glocken und Trommeln gespielt.[23]
- Mondo, auch mbudikidi – schmale hölzerne Schlitztrommel im Kongo
- Ogidigbo, meist aus Irokoholz gefertigte Schlitztrommel bei den Edo im Südwesten Nigerias mit 60 bis 70 Zentimetern Länge und etwa 30 Zentimetern Durchmesser. Der Schlitz ist etwa 5 Zentimeter breit und vergrößert sich an beiden Enden zu einer quadratischen Öffnung von etwa 10 Zentimetern Seitenlänge. Die beiden Schlitzkanten sind unterschiedlich dick. Wird mit dem Stöckchen auf die dickere Kante geschlagen, so ergibt dies einen im Vergleich zur anderen Kante höheren Ton. Durch Abdecken einer der quadratischen Öffnungen mit der linken Hand ergibt sich ein tieferer Ton. Die ogidigbo wird als Signalinstrument verwendet, ein besonders großes Modell (okha) auch bei Zeremonien.[24]
- Pate – in Polynesien verbreitete kleine Schlitztrommel aus Hartholz. Sie wurde früher in der Musik von Tuvalu und auf anderen pazifischen Inseln zur rhythmischen Begleitung von Steh-  oder Sitztänzen verwendet.
- Ratahigi, die größte und am tiefsten klingende von drei Schlitztrommeln der Pazifikinsel Ambae (Republik Vanuatu) gibt im dingidingi-Ensemble (Ost-Ambae) und im tingitingi-Ensemble (West-Ambae) den Rhythmus für die mittelgroße simbegi und die kleine valagi vor.[25] Die Inselgruppe Vanuatu war von Norden nach Süden in drei traditionelle Kultursphären eingeteilt: Zur Nordgruppe (einschließlich Ambae) gehörten große liegende Schlitztrommeln, für die mittlere Inselgruppe waren die heute musealen 6 bis 7 Meter hohen stehenden und einige kleinere liegende Schlitztrommeln charakteristisch, während auf den südlichen Vanuatu-Inseln keine Schlitztrommeln vorkamen.[26]

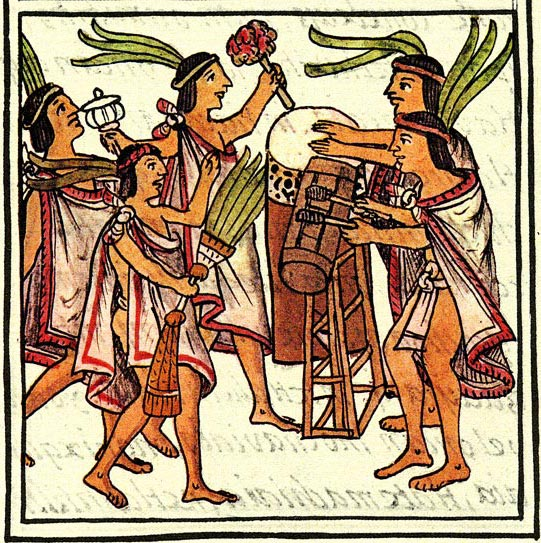
Aztekische Blumenzeremonie im Codex Florentinus, Mitte 16. Jahrhundert. Die Musiker spielen die Schlitztrommel teponaztli, dahinter die große einfellige Standtrommel huéhuetl und links oben die Kürbisgefäßrassel ayacachtli.

- Teponaztli war ein Kultinstrument der Azteken in Mexiko. Nach Berichten aus der spanischen Kolonialzeit war die teponaztli in Nord- und Zentralmexiko weit verbreitet. Die teponaztli besaß zwei Zungen und wurde mit zwei Schlägeln geschlagen. Heutige Schlitztrommeln in Hidalgo sind zwischen 20 und 150 Zentimeter lang.[27] Im Hochland von Chiapas wird bei einem Jahresfest die Schlitztrommel t’ent’en gespielt.[28]
- Tohere, auch to’ere – eine hölzerne Schlitztrommel im Trommelensemble auf Tahiti[29] und den Cookinseln, die mit einem Hartholzstab geschlagen wird. Im Trommeltanz (’ura p’au) leitet sie den Tänzer an. Die größere Schlitztrommel ka’ara dient zusammen mit einer Schneckentrompete zur Gesangsbegleitung.
- Tongtong – indonesisch und javanisch für Schlitztrommeln aus Holz oder Bambus auf Java
- Tuddukat – die Schlitztrommel der indonesischen Insel Siberut wird zu dreien oder vieren im Ensemble gespielt. Sie besteht aus einem Stammstück, das auf Querhölzern am Boden liegt. Die Kante des Schlitzes wird in der Mitte mit einem Hammer geschlagen, wobei dem Rhythmus eine semantische Bedeutung beikommt. Es lassen sich knappe Botschaften übertragen („es ist jemand gestorben“, „das Haus brennt“...)[30]

## Andere Idiophone aus Holz
Klangbretter, Schlagbretter oder Schlagbalken sind keine Schlitztrommeln, sondern meist lange, mit einem Hammer oder einem biegsamen Stab angeschlagene Holzbretter, die stationär an Seilen aufgehängt sind oder von einer Person getragen werden. Sie heißen auf Griechisch semantron und dienen in orthodoxen osteuropäischen Klöstern als Gebetsglocken. Christen in arabischen Ländern nannten diese dort heute verschwundenen Klangbretter naqus. Sie entsprechen den in tibetisch-buddhistischen Klöstern geschlagenen gandi.
Der Reisstampftrog lesung in Indonesien und Malaysia wird von mehreren Frauen mit Stampfstöcken innen am Boden oder am Rand angestoßen und produziert unterschiedliche Tonhöhen für eine polyrhythmische Musik.
Ein Reibholz ist unter dem Namen lounuat von der Insel Neuirland bekannt. Der hölzerne Klangkörper besitzt drei Zungen, die mit den Händen gerieben werden und drei klare Töne produzieren.